# إيلي بابالج
إيلي بابالج (بالإنجليزية: Eli Babalj)‏ (21 فبراير 1992 بسراييفو في البوسنة والهرسك - ) هو لاعب كرة قدم أسترالي في مركز الهجوم. شارك مع منتخب أستراليا تحت 17 سنة لكرة القدم ومنتخب أستراليا تحت 20 سنة لكرة القدم ومنتخب أستراليا لكرة القدم. أما مع النوادي، فقد لعب مع النجم الأحمر بلغراد وإي زد ألكمار وبي إي سي زفوله ونادي أديلايد يونايتد ونادي ملبورن سيتي.

## روابط خارجية
- إيلي بابالج على موقع قاعدة بيانات كرة القدم.إي يو (الإنجليزية)
- إيلي بابالج على موقع ناشيونال فوتبول تيمز (الإنجليزية)
- إيلي بابالج على موقع Soccerway.com (الإنجليزية)
- إيلي بابالج على موقع عالم كرة القدم.نت (الإنجليزية)
- إيلي بابالج على موقع AS.com (الإسبانية)